# Madeinusa
Madeinusa ist ein peruanisch-spanisches Filmdrama aus dem Jahr 2006. Regie führte Claudia Llosa, die Nichte des Schriftstellers Mario Vargas Llosa.

## Handlung
Madeinusa ist ein 14-jähriges Mädchen, das in den peruanischen Anden in dem kleinen, abgelegenen Dorf Manayaycuna (Quechua für „eingeschlossenes Dorf“) lebt. Ihr größter Traum ist es, nach Lima zu gehen, wohin ihre Mutter vor Jahren geflüchtet ist.
Während ihr Vater, der Bürgermeister von Manayaycuna, Madeinusa bedrängt, mit ihm zu schlafen, ist ihre Schwester Chale eifersüchtig und versucht, ihr das Leben noch schwerer zu machen.
Jedes Jahr wird in Manayaycuna die Heilige Woche exzessiv gefeiert. Madeinusa ist in diesem Jahr zur „Heiligen Jungfrau“ gewählt worden und soll die Prozession anführen. Zufällig kommt Salvador, ein aus Lima stammender Fotograf, zu Beginn der Feierlichkeiten ins Dorf. Salvador und Madeinusa finden sich sympathisch und schlafen miteinander. Madeinusa möchte mit Salvador nach Lima gehen, dieser ist hierzu auch bereit.
Zum Ende des Films tötet Madeinusa ihren Vater mit Rattengift, beschuldigt zusammen mit ihrer Schwester Salvador des Mordes und fährt letztlich alleine nach Lima.

## Kritik
Die Basler Zeitung schrieb, der Film besteche durch originelle Ideen: „Überzeugende Bilder und eine durchwegs gute Besetzung sorgen dafür, dass die an der Grenze zum Absurden geratene Handlung authentisch wirkt.“ Die Frankfurter Allgemeine Zeitung bezeichnete den Film als „[h]alb ethnographisches Dokument, halb absurd verbogenes Revolutionsdrama“. Er überrage „durch Bildkraft und Idee das gegenwärtige südamerikanische Kino um Haupteslänge“.

## Auszeichnungen
Beim Festival Internacional de Cine de Mar del Plata im Jahr 2006 gewann der Film den Roberto Tato Miller Award als „bester lateinamerikanischer Film“. Den FIPRESCI-Preis erhielt er beim Tiger Awards Festival Rotterdam. Als „Besten Debütantinnenfilm“ kürte man Madeinusa beim Internationalen Frauenfilmfestival Dortmund/Köln 2006. Mit dem Preis der Hamburger Filmkritik wurde der Film beim 14. Hamburger Filmfest ausgezeichnet.
Der Film war die peruanische Einsendung auf eine Nominierung als „Bester fremdsprachiger Film“ bei der Oscarverleihung 2007, wurde aber nicht nominiert.